# 埃马努埃莱·贾凯里尼
埃马努埃莱·贾凯里尼（義大利語：Emanuele Giaccherini，發音：[emanuˈɛle d͡ʒakkeˈrini]；1985年5月5日—）是意大利足球运动员，現時效力意甲球會基爾禾。出道是边锋，現在亦可司職前腰和左後衛。

## 外部連結
- La Gazzetta dello Sport Profile（页面存档备份，存于） （意大利文）
- Football.it Profile（页面存档备份，存于） （意大利文）